# Đinh Thị Thúy
Đinh Thị Thuý (sinh ngày 16 tháng 4 năm 1998) là vận động viên bóng chuyền nữ Việt Nam. Cô đang là chủ công của Câu lạc bộ bóng chuyền Ninh Bình Doveco. Đinh Thị Thúy được gọi lên tuyển quốc gia năm 18 tuổi, được coi là một trong những tay đập trẻ triển vọng của bóng chuyền Việt Nam.

## Clubs
- Hà Nam (2012)
- Ngân hàng Công Thương (2012 – 5/2019)
- Câu lạc bộ bóng chuyền Kinh Bắc Bắc Ninh (5/2019 - 2021)
- Câu lạc bộ bóng chuyền Ninh Bình Doveco (1/2022 - nay)